# 安田幸一
安田 幸一（やすだ こういち、1958年9月27日 - ）は、日本の建築家。東京工業大学教授。

## 略歴
1958年神奈川県生まれ。1981年に東京工業大学建築学科（篠原一男研究室）を卒業した後、同大学院修士課程、イェール大学大学院修士課程を修了した。
1983年から2002年まで日建設計、1988年から1991年までバーナード・チュミ・アーキテクツに勤務していた。
2002年に東京工業大学助教授となり、2007年に教授となった。

## 受賞歴
- 東京建築賞（2001年）
- 村野藤吾賞（2003年）
- 日本建築学会賞（2004年）
- 建築業協会賞（2004年）
- 日本建築学会作品選奨（2009年）

## 主な作品

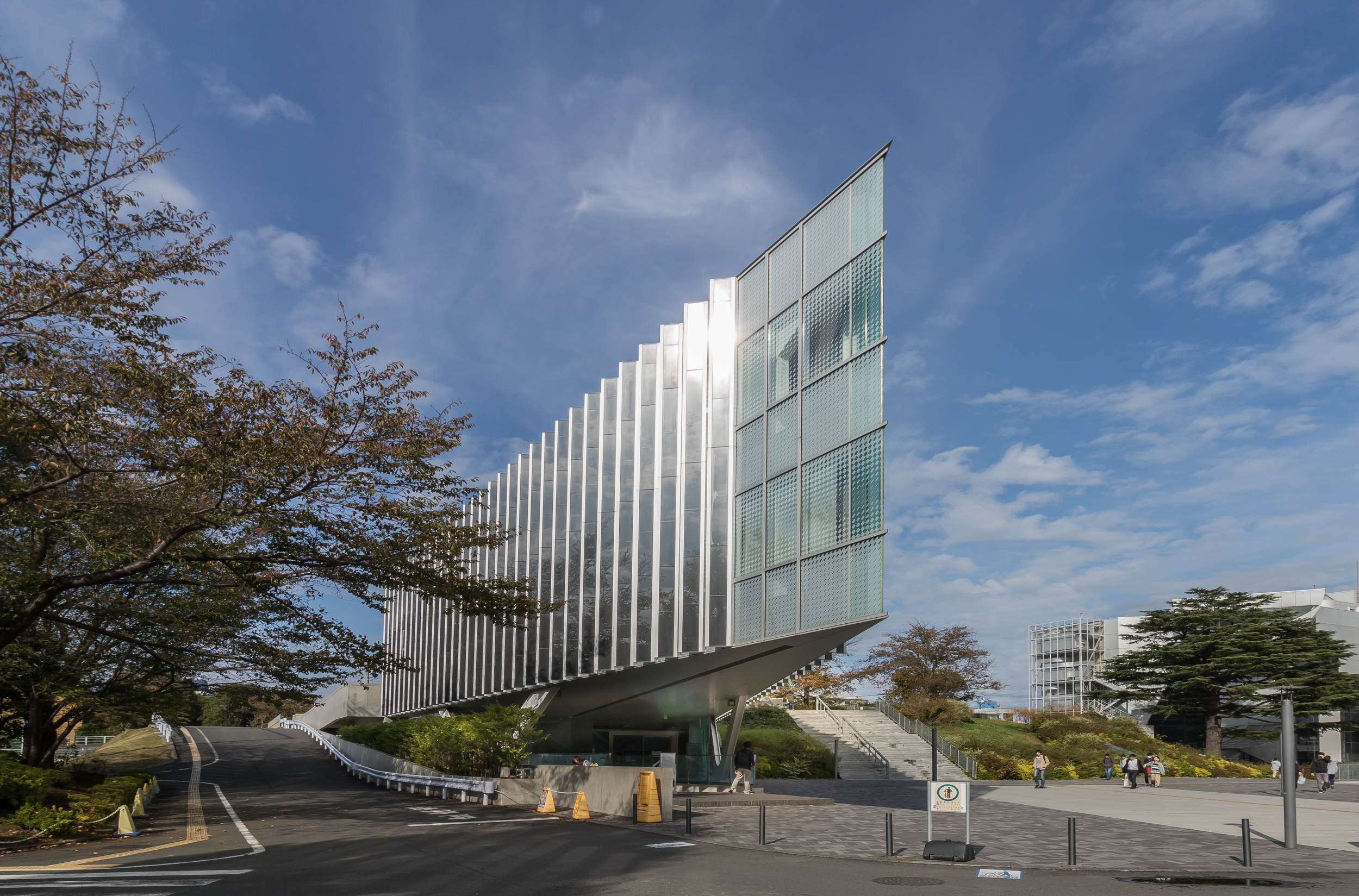
東京工業大学大岡山キャンパス附属図書館

日建設計時代の代表作品として、警視庁丸の内警察署桜田門警備派出所、その他、新江ノ島水族館などの水族館建築や、日本建築学会賞や村野藤吾賞を受賞したポーラ美術館がある。
水族館
- 鴨川シーワールド・トロピカル・アイランド
- 新江ノ島水族館
- 大分マリンパレス「うみたまご」

美術館
- ポーラ美術館
- 福田美術館

そのほか
- 警視庁丸の内警察署桜田門警備派出所
- 東京工業大学緑が丘1号館レトロフィット
- 東京工業大学大岡山キャンパス附属図書館（安田幸一研究室＋佐藤総合計画設計：BCS賞受賞。)

## 主な著書
- ニューヨークモダンリビング—都市に住む建築家達（建築探訪）